# Korpilombolo landskommun
Korpilombolo landskommun var en tidigare kommun i Norrbottens län. Centralort var Korpilombolo och kommunkod 1952-1970 var 2519.

## Administrativ historik
Korpilombolo landskommun bildades genom en utbrytning av områden ur landskommunerna Pajala,  Överkalix och Övertorneå den 3 juni 1870.
Kommunreformen 1952 påverkade inte indelningarna i området, då varken Västerbottens eller Norrbottens län berördes av reformen. 1971 uppgick Korpilombolo i Pajala kommun.

### Kyrklig tillhörighet
I kyrkligt hänseende tillhörde kommunen Korpilombolo församling.

## Kommunvapnet
Blasonering: I rött fält tre timmersågar med blad av silver och handtag av guld, stolpvis ordnade och bjälkvis ställda med sågtänderna nedåt, den mellersta sinistervänd.
Detta vapen fastställdes av Kungl. Maj:t den 7 mars 1952. Timmersågarna representerade skogsbruket i kommunen.

## Geografi
Korpilombolo landskommun omfattade den 1 januari 1952 en areal av 1 535,80 km², varav 1 498,80 km² land.

### Tätorter i kommunen 1960
| Tätort       | Folkmängd |
| ------------ | --------- |
| Korpilombolo | 749       |
| Teurajärvi   | 274       |

Tätortsgraden i kommunen var den 1 november 1960 27,1 procent.

## Politik

### Mandatfördelning i valen 1938-1966
| 9 | 9 | 3 |

| 21 |

| 8 | 9 | 4 |

| 21 |

| 8 | 11 | 1 | 1 |

| 21 |

| 5 | 11 | 3 | 2 |

| 21 |

| 6 | 12 | 1 | 1 | 1 |

| 21 |

| 5 | 14 | 1 | 1 |

| 21 |

| 5 | 12 | 1 | 1 | 2 |

| 21 |

| 6 | 12 | 2 | 1 |

| 21 |

### Fotnoter
1. ↑  Per Andersson: Sveriges kommunindelning 1863-1993, Draking, Mjölby 1993, ISBN 91-87784-05-X, s. 100
2. 1 2  SCB: Folkräkningen 1950 del 1 Arkiverad 29 oktober 2013 hämtat från the Wayback Machine. sida 18 & 191 i pdf:en
3. ↑  Svenska Heraldiska Föreningens vapendatabas
4. ↑  SCB Folkräkningen 1960 del 2 Arkiverad 24 september 2015 hämtat från the Wayback Machine. sida 47 i pdf:en